# Mark Selby
Mark Anthony Selby, född 19 juni 1983 i Leicester, är en engelsk snookerspelare. Han har vunnit VM fyra gånger 2014, 2016, 2017 och 2021.
Han är en av nio spelare som gjort ett maxbreak under VM, vilket nu gjordes i finalen 2023.

## Karriär
Selby var rankad 28 i världen år 2007 då han överraskande gick till final i Snooker-VM, där han förlorade med 13-18 mot John Higgins. Inför säsongen 2007/08 var han rankad på 11:e plats, men hade inför säsongen 2008/09 avancerat till fjärde plats.

### Titlar
Selby vann sin första rankingtitel våren 2008, då han slog Ronnie O'Sullivan i finalen i Welsh Open med 9-8, efter att ha legat under med 5-8. Månaden innan vann Selby sin första stora titel då han i finalen i Masters slog Stephen Lee med 10-3. Två år senare vann han sin andra Masterstitel, men han fick vänta till säsongen 2011/12 med att vinna sin andra rankingtitel, som blev Shanghai Masters. Denna segern gjorde att han för första gången i karriären blev rankad som världsetta. Selby har även flera finalförluster i rankingturneringar, den första så tidigt som 2003, då han ej ännu 20 år fyllda föll mot David Gray i Scottish Open.
Selby är också en duktig 8-ball-spelare och vann VM 2006 i denna biljardform.

### Spelstil
Selby har en ganska annorlunda spelstil jämfört med många av toppspelarna inom snooker. Han tar god tid på sig, tänker länge igenom sina stötar, och kommer ofta med oväntade lösningar. Han är en mycket skicklig defensivspelare, och erkänt svår att möta enligt många av hans konkurrenter. Ett av hans kännetecken är att han vaggar fram och tillbaka med kroppen då han lägger an och siktar med kön.[källa behövs]

## Titlar

### Rankingtitlar
- Welsh Open - 2008
- Shanghai Masters - 2011
- UK Championship - 2012, 2016
- VM - 2014, 2016, 2017, 2021
- German Masters - 2015
- China Open - 2015, 2017, 2018
- Paul Hunter Classic - 2016
- International Championship - 2016, 2017
- China Championship - 2018
- English Open - 2019, 2022
- Scottish Open - 2019, 2020
- European Masters - 2020
- WST Classic, 2023

### Mindre rankingtitlar
- Players Tour Championship 2 - 2010
- Paul Hunter Classic - 2011, 2012
- FFB Open - 2013
- Antwerp Open - 2013
- Riga Open - 2014
- Gdynia Open - 2016

### Övriga titlar
- Warsaw Snooker Tour, 2007
- Masters - 2008, 2010, 2013
- Wuxi Classic - 2011
- HK Spring Trophy - 2012
- Haining Open, 2017, 2018